# Cù lao Tân Quy
Cù lao Tân Quy là cù lao nhỏ nằm giữa dòng sông Hậu thuộc địa phận xã An Phú Tân, huyện Cầu Kè, tỉnh Trà Vinh, Việt Nam.
Cù lao Tân Quy nằm cách thành phố Trà Vinh hơn 50 km về hướng tây bắc. Cù lao này có một vườn cây ăn trái, với nhiều loại trái cây đặc sản nổi tiếng khắp gần xa như chôm chôm, nhãn xuồng cơm vàng, sầu riêng, măng cụt... đặc biệt măng cụt Tân Quy đang được ưa chuộng trên thị trường trong và ngoài nước bởi chất lượng cao và sản lượng ổn định. Nghề truyền thống ở cù lao này là nghề "săn cá Bông lau". Cù lao Tân Quy có diện tích 929 ha.
Cù lao Tân Quy được hình từ nửa đầu thế kỷ 19 khi những cư dân đầu tiên vượt sông đến đây để dựng làng, lập ấp. Sau đó, đã đặt tên cho nơi này là làng Tân Vinh. Đến đầu thế kỷ 20, khoảng sau năm 1920 thì nơi đây lại được đổi tên mới là cù lao Tân Quy cho đến tận ngày nay. Hiện cù lao Tân Quy có 2 ấp: Tân Quy 1 – Tân Quy 2 (thuộc xã An Phú Tân – huyện Cầu Kè – tỉnh Trà Vinh) và 1 ấp thuộc xã Tích Thiện – huyện Trà Ôn – tỉnh Vĩnh Long.